# Frances Abington
Frances "Fanny" Abington (Londres, 1737 - 4 de març de 1815), nascuda Frances Barton, va ser una actriu de teatre anglesa.

## Biografia
Filla d'un soldat, va néixer en 1737 a la ciutat anglesa de Londres, amb el nom de Frances Barton. Al principi va ser florista i cantant de carrer, i temps després va treballar com a criada d'una modista francesa, la qual cosa li va portar a aprendre sobre costura i a parlar francès. La seva primera aparició en teatre va ser al Haymarket de Londres, en 1755, on va interpretar a Miranda en l'obra Busybody, de Susanna Centlivre.
En 1756 i per recomanació de Samuel Foote, es va convertir en membre de la companyia del Teatre Drury Lane, on Hannah Pritchard i Kitty Clive li van fer ombra. En 1759, després d'un matrimoni infeliç amb el seu mestre de música i trompeter reial, va passar a ser coneguda com la senyora Abington. El seu primer èxit li va arribar per la seva interpretació de Lady Townley a Irlanda i cinc anys després, a causa de la urgent invitació de David Garrick, va tornar al Drury Lane. Allí va romandre durant divuit anys, interpretant més de trenta personatges importants com Lady Teazle, Beatrice, Portia, Desdèmona, Ofèlia, la senyoreta Hoyden, Biddy Tipkin, Lucy Lockit i la senyoreta Prue. Joshua Reynolds va pintar el millor retrat de l'actriu sota la disfressa del seu últim personatge a Love for Love. En 1782 va deixar el Drury Lane pel Covent Garden. Va reaparèixer després d'absentar-se dels escenaris entre 1790 i 1797, i finalment es va retirar en 1799. Va morir el 4 de març de 1815.
La seva ambició, enginy personal i intel·ligència li van fer guanyar-se un lloc destacat en la societat, malgrat el seu origen humil. Dones del món de la moda van copiar els seus vestits i els tocats que portava van ser adoptats per moltes i coneguts com el «Abington cap».